# Ferdinand Streb

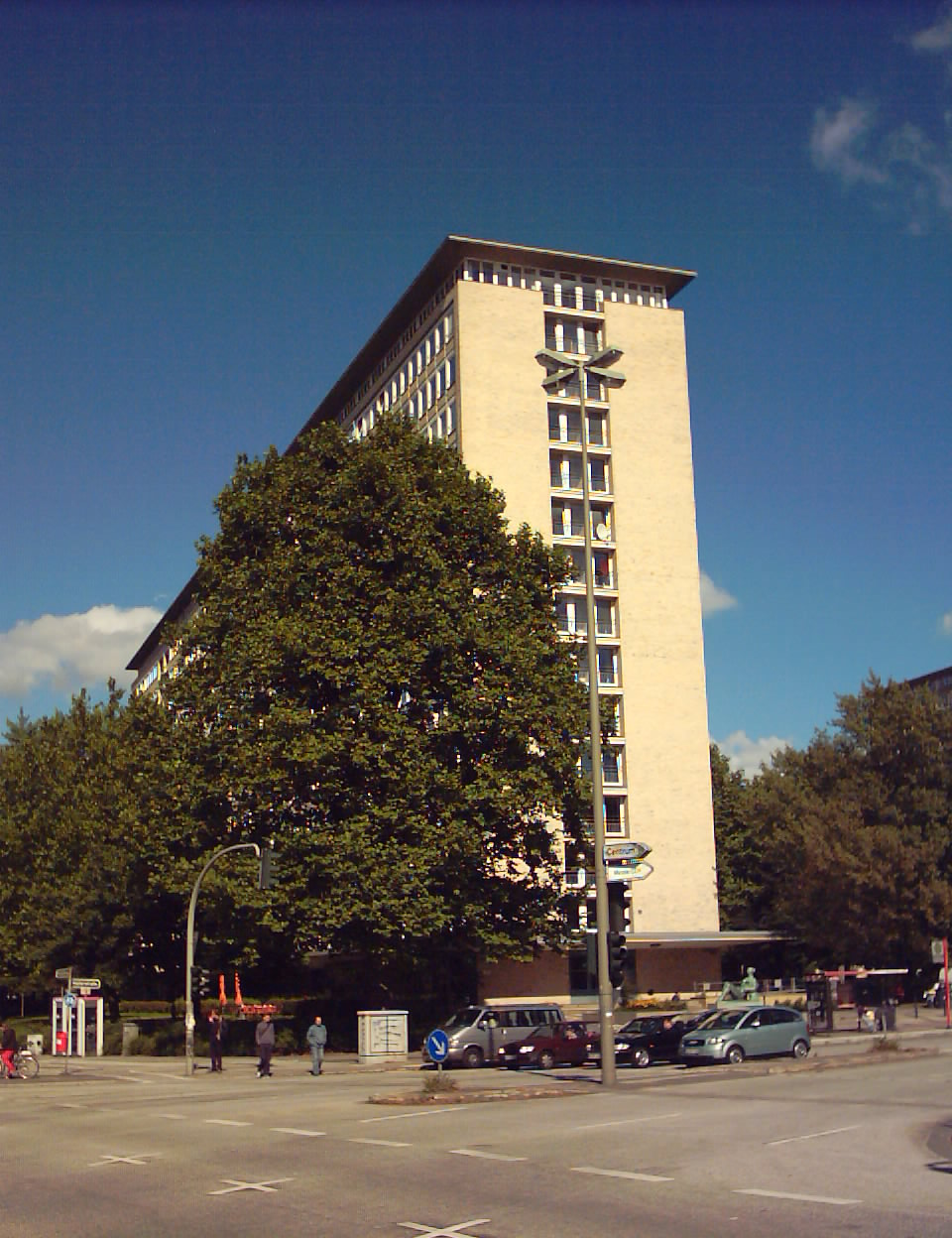
Grindelhochhäuser in Hamburg

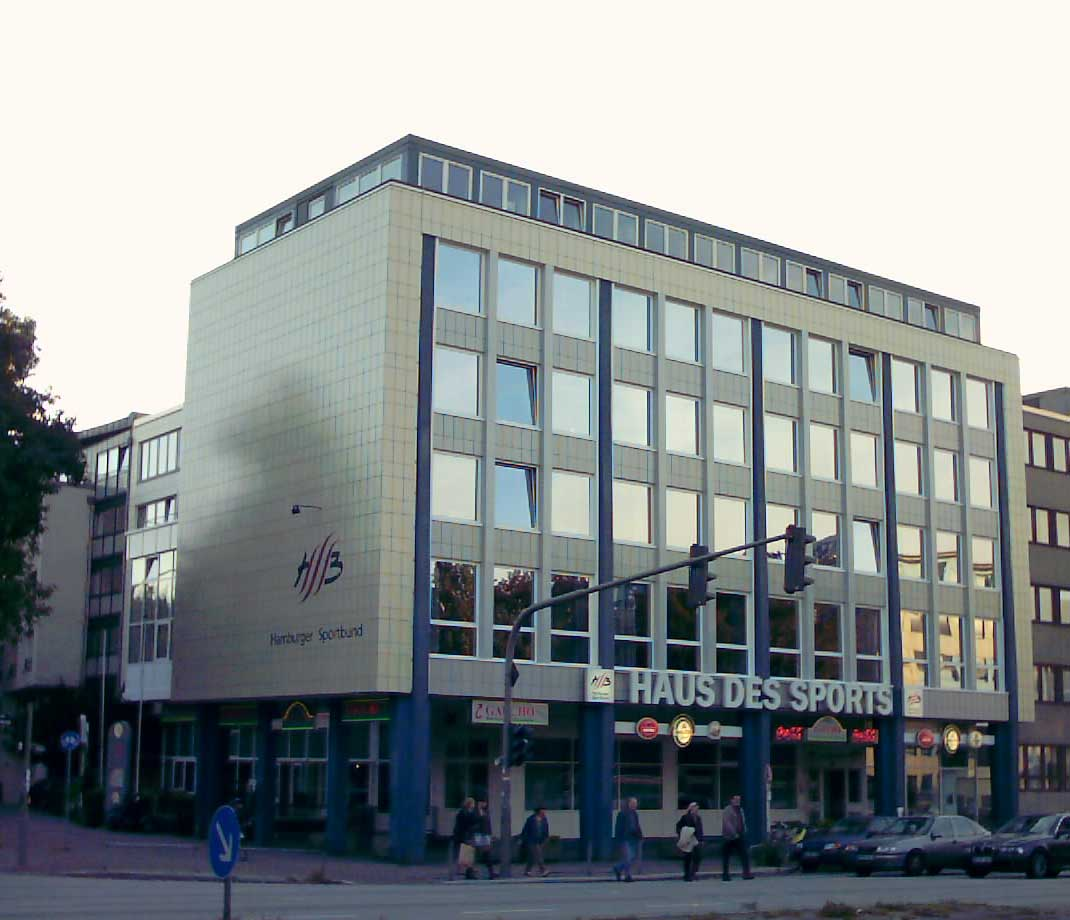
Haus des Sports in Hamburg

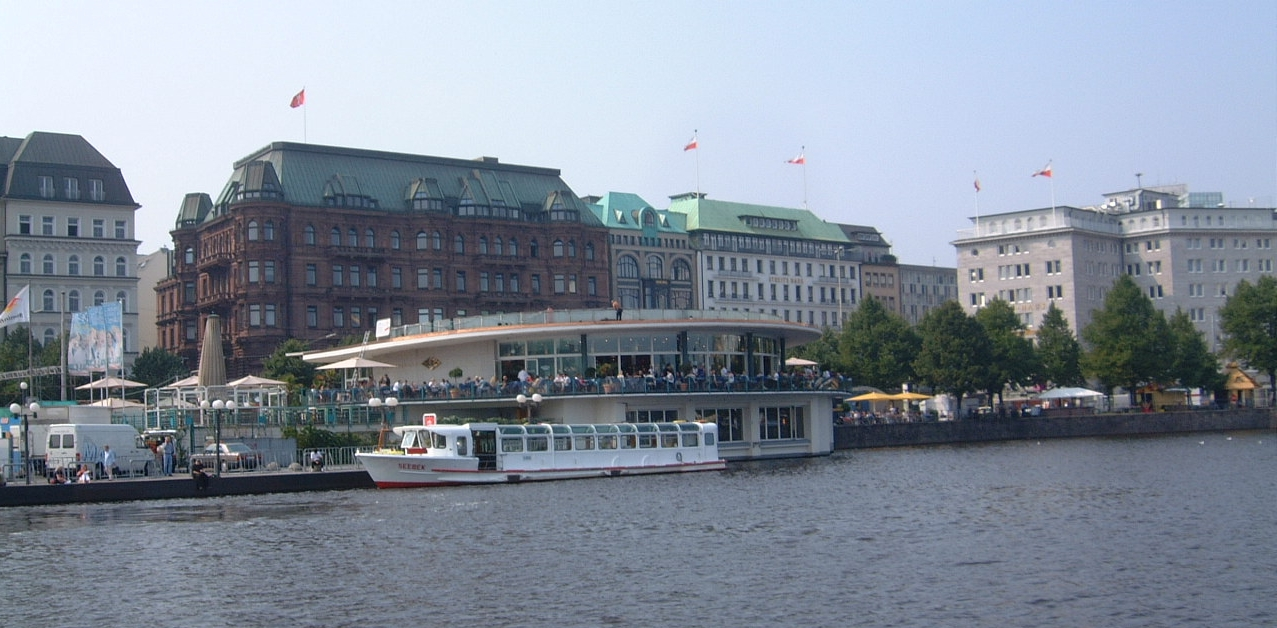
Alsterpavillon, Hamburg

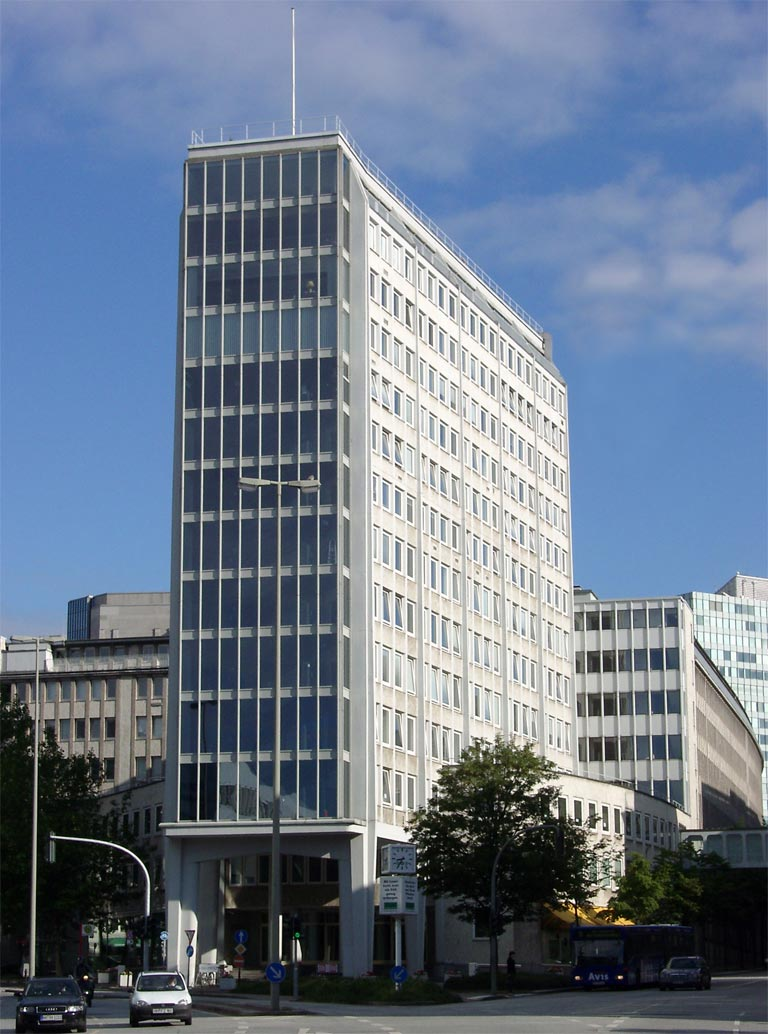
Axel-Springer-Verlagshaus in Hamburg

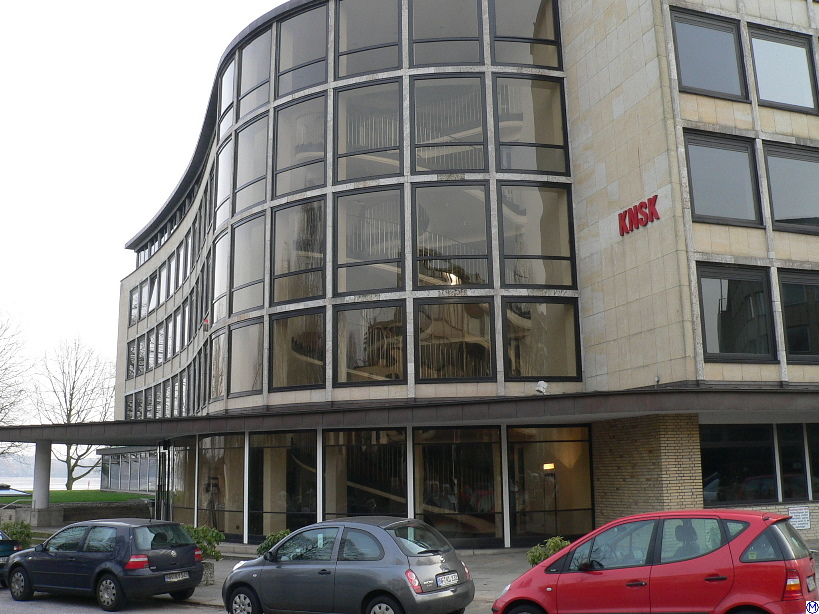
Iduna-Germania-Gebäude in Hamburg

Ferdinand Streb (* 5. November 1907 in Berching, Bayern; † 6. Februar 1970 in Hamburg) war ein deutscher Architekt.

## Leben
Ferdinand Streb studierte nach einer Tischlerlehre von 1929 bis 1932 Innenarchitektur an der Kunstakademie in Hannover. Danach arbeitete er von 1933 bis 1935 bei Le Corbusier in Paris. Nach seiner Rückkehr nach Deutschland arbeitete er bei Carl August Bembé in München und bei Alfred Stieler in Stralsund, wo er 1938 ein Büro gründete. Nach dem Krieg war er Mitglied der Arbeitsgemeinschaft Grindelhochhäuser in Hamburg (1946–1956), wo er 1948 ein eigenes Büro eröffnete.
Ferdinand Streb ist in Hamburg vor allem durch den Alsterpavillon bekannt geworden. Dessen organische Formen sind ein gutes Beispiel für die elegant-moderne Architektur Strebs, der, obwohl der Moderne verpflichtet, rein funktionalistische Formen ablehnte.

## Werke
- 1946–1956: Grindelhochhäuser, Hamburg-Harvestehude
- 1949: Bali-Kino, Glockengießerwall, Hamburg-Altstadt,[1] 1964 beim Ausbau des Wallring abgerissen
- 1950–1951: Iduna-Germania, Hamburg-Rotherbaum
- 1951: Appartementhaus Heimhuder Straße 65–67, Hamburg-Rotherbaum
- 1952: Haus des Sports, Schäferkampsallee 1, Hamburg-Eimsbüttel[2]
- 1952–1953: Alsterpavillon, Jungfernstieg, Hamburg-Neustadt
- 1952–1953: Café Seeterrasse IGA 1953 Hamburg
- 1953: Siedlung Alter Teichweg, Hamburg-Dulsberg
- 1953–1955: Springer-Hochhaus, Verlagssitz Axel Springer, Hamburg-Neustadt
- 1955: Villa Berthold Beitz, Essen-Bredeney, Weg Zur Platte 37 (2021 abgerissen)
- 1955: Krupp Messepavillon, Hannover
- 1957–1961: Volksschule Klotzenmoor, Hamburg-Groß Borstel (1985 geschlossen und zur Behindertenwerkstatt der Elbe-Werkstätten umgenutzt)
- 1958–1960: Bürohochhaus Kiel
- 1963–1967: Iduna-Versicherung, Hamburg-Bergedorf
- 1966: Erdgasübernahmestation Alwesen